# Accord de Bled (1938)
 (janvier 2023).
Pour les articles homonymes, voir Accord de Bled.
L'accord de Bled du 22 août 1938 a révoqué certaines des restrictions imposées à la Hongrie par le traité de Trianon pour son implication du côté des perdants dans la Première Guerre mondiale. Les représentants de la Hongrie et de trois de ses voisins - la « Petite Entente » de la Tchécoslovaquie, de la Roumanie et de la Yougoslavie - se sont rencontrés pour la première fois à Bled en Yougoslavie le 21 août. Le lendemain, ils ont annoncé une renonciation conjointe à l'usage de la force dans leurs relations mutuelles et la Petite Entente a reconnu la Hongrie comme ayant un droit égal aux armements. 
Cela a donné à la Hongrie une couverture légale pour la reconstitution de l' armée de l'air hongroise , qui avait déjà commencé en secret, et pour l'augmentation des effectifs, des armes et des munitions de l'armée hongroise .

## Contexte
Il y avait eu des efforts de rapprochement entre la Hongrie et la Tchécoslovaquie en février et juin 1937 au cours desquels cette dernière avait demandé un pacte de non-agression mutuelle dans le cadre de tout accord reconnaissant le droit de la Hongrie à se réarmer. Le réarmement s'étant déjà produit à une échelle limitée sans protestation de la Tchécoslovaquie ou de ses alliés, la Hongrie a rejeté les ouvertures. 
Deux événements ont convaincu les Hongrois de rechercher un accord avec la Petite Entente. L'un était l' Accord de Salonique du 31 juillet par lequel la Bulgarie avait obtenu l'autorisation de se réarmer des membres du Pacte des Balkans, y compris la Yougoslavie et la Roumanie. L'autre était la promulgation par la Roumanie au début d'août d'un statut de protection des minorités qui était plus libéral que ce que la Hongrie avait prévu. Ainsi, bien que la Hongrie soit disposée à négocier la non-agression et le réarmement avec l'Entente en tant qu'unité, elle a réservé la question des minorités à des accords individuels avec les États membres. 
Le calendrier de l'accord était lié au lancement prévu du croiseur allemand Prinz Eugen par la première dame hongroise, Magdolna Purgly, le 22 août. Le gouvernement hongrois pensait que sa position vis-à-vis de l'Allemagne serait renforcée s'il avait conclu un pacte avec la Petite Entente au moment où les responsables des deux pays se réuniraient à Kiel pour le lancement du croiseur.

## L'isolement de la Tchécoslovaquie
L'accord a été la plus grande information internationale dans les journaux du soir à Londres dans la nuit du 22 août. Il a également été salué dans la presse en France et dans la Petite Entente. Il a été accueilli avec colère par l'Allemagne. 
L'accord proprement dit était compliqué et incomplet. Bien que la question de la minorité hongroise en Roumanie ait été résolue au début du mois, la même question concernant la Yougoslavie et la Tchécoslovaquie est toujours ouverte. Sur trois points de différend, les Hongrois et les Yougoslaves sont parvenus à un accord dans des accords séparés qui ont été annexés à l'accord général et paraphés mais non signés. Un accord final entre la Hongrie et la Tchécoslovaquie sur la question des minorités est resté non initialisé car cette dernière ne pouvait pas satisfaire les demandes les plus fortes de la première. Le ministre tchécoslovaque des Affaires étrangères Kamil Krofta a informé les Yougoslaves avant la conférence que bien qu'il s'agisse « d'un cas de discrimination [contre nous]... nous souhaitons contribuer à un accord ». Le résultat était que la Hongrie pouvait parvenir à un accord général avec ses trois voisins, mais retarder la mise en œuvre en ce qui concerne le seul qui bordait également l'Allemagne : la Tchécoslovaquie. 
Seule l'Italie a vu l'accord tel qu'il était. Le ministre italien des Affaires étrangères, Galeazzo Ciano, a fait remarquer qu'il « marquait une nouvelle phase dans l'effondrement de la Petite Entente. La Tchécoslovaquie est isolée. Le système d'amitié français est complètement bouleversé ».  La conférence de Bled elle-même s'est tenue sans que l'Italie ou l'Autriche aient été consultées et était donc en violation des Protocoles de Rome, qui avaient été convenus par les trois puissances en 1934,  et de leurs accords complémentaires conclus lors des conférences à Rome (20-23 mars 1936) et Vienne (11-12 novembre 1936).
Le 23 août, le Premier ministre hongrois Béla Imrédy et le ministre des Affaires étrangères Kálmán Kánya ont rencontré leurs homologues allemands, Adolf Hitler et Joachim von Ribbentrop, à la revue navale de Kiel. Les Allemands, en particulier Ribbentrop, étaient furieux de l'accord récemment publié car ils envisageaient la guerre contre la Tchécoslovaquie. Le 25 août à Berlin, Ribbentrop a fait pression sur Kánya au sujet de la réaction de la Hongrie à une invasion allemande de la Tchécoslovaquie. Kánya a suggéré que l'accord de Bled pourrait être invalidé en adressant des demandes à l'Entente et que les forces armées hongroises seraient prêtes à participer à un conflit tchécoslovaque dès le 1er octobre.  Hitler a dit à Kánya directement que la Hongrie, si elle voulait profiter de la partition de la Tchécoslovaquie , doit travailler pour que cela se produise: « Celui qui veut s'asseoir à table doit au moins aider dans la cuisine ». L'armée hongroise n'aurait certainement pas été prête à participer à un conflit avant le 1er octobre, comme les deux gouvernements ont dû le savoir.